# Deathwatch - La trincea del male
Deathwatch - La trincea del male (Deathwatch) è un film del 2002, scritto e diretto da Michael J. Bassett.
È stato presentato nei maggiori festival cinematografici dedicati al cinema di genere fantastico, come il Sitges 2002, il Fantastic'Arts 2003, il Fantasporto 2003, il Ravenna Nightmare Film Fest 2004. In Italia è stato distribuito solo alla fine del 2006, direttamente per il mercato home-video.

## Trama
La storia è ambientata nel 1917, durante la prima guerra mondiale. Nel caos della guerra di trincea, durante una battaglia, una piccola compagnia di soldati inglesi si perde in una fitta nebbia. Quando riescono ad uscirne, trovano una grande trincea tedesca semi-deserta. Convinti di aver sorpassato le linee nemiche, il gruppo decide di tenere la trincea e di esplorarla in attesa di eventuali rinforzi, solamente per trovarvi decine di cadaveri mutilati sparsi dappertutto. Qualcosa di strano è avvenuto in quella trincea. Quando un membro del gruppo viene trovato orribilmente ucciso, avvolto nel filo spinato, gli uomini cominciano ad avere il sospetto di non essere soli.

## Teorie
Circolano numerose teorie che cercano di spiegare il significato del film. Alcune delle principali sono:
- I soldati sono morti durante l'attacco alle trincee tedesche mostrato all'inizio della pellicola, e la trincea in cui si ritrovano all'uscita dalla nebbia rappresenta una sorta di purgatorio per i peccati commessi nelle loro vite. Gli uomini che scappano o che vengono uccisi dai loro stessi compagni sono liberi di iniziare una nuova vita, mentre gli uomini uccisi o attaccati dalla trincea dovranno ripetere l'intero processo, sotto gli occhi di Friedrich (Torben Liebrecht), che rappresenta un tipo di "giudice".
- L'intero film è una allegoria della Bibbia. Alcuni eventi sembrano suggerire questa ipotesi, come la scena in cui un uomo viene "crocifisso" e colpito al costato, numerose citazioni dalla Bibbia stessa, l'immagine di copertina sul DVD di un uomo con la testa avvolta da filo spinato, sangue che cade su una Bibbia e sul simbolo della croce in una scena del film.
- I soldati inglesi sono impazziti, come i tedeschi prima di loro, sotto l'effetto del gas usato nella battaglia della notte precedente. Nella loro pazzia si uccidono a vicenda, vedendo e udendo cose non reali.
- Friedrich è un'entità maligna. Mentre i soldati sono persi nella nebbia, Friedrich li porta a loro insaputa alla trincea. Qui li sottopone ad una specie di test; coloro che falliscono vengono uccisi, mentre coloro che lo superano restano in vita e sono liberi di andarsene. Motivo per cui, dopo aver puntato il fucile contro Charlie, l’unico superstite rimanente, lo grazia (probabilmente per il fatto che ha superato il test), lasciandolo scappare. La scena finale del film potrebbe rappresentare i soldati che hanno fallito la prova ricominciare il tutto, oppure un altro gruppo, destinato a subire la stessa sorte. La prospettiva finale, nella quale possiamo vedere il volto di Friedrich, sembra indicare un senso di conoscenza, suggerendo che sia stato lui a pianificare l'arrivo dei soldati e ad uccidere gli immeritevoli.
- La terra su cui è stata istituita la trincea ha assorbito la violenza, ed il male espresso dagli uomini, rivoltandosi contro questi, ed usando come manifestazione fisica Friedrich. Ogni uomo che muove violenza viene generalmente ucciso da questa forma di pensiero sanguinaria creatasi grazie alle azioni sconsiderate degli uomini. L'unico che rimane in vita, come detto nei paragrafi precedenti, è quindi Charlie, il quale ha tentato e ribadito più volte la sua estraneità alla violenza.

Qualunque di queste teorie sia quella corretta, il regista Michael J. Bassett non lo ha mai rivelato, sostenendo l'importanza che sia il pubblico a trovare la giusta risposta. Così come molti hanno scritto al regista sul suo sito ufficiale per complimentarsi, tanti altri lo hanno criticato per questo finale che non concede risposte certe, lasciando lo spettatore nel dubbio.

## Cast
Il cast comprende due attori di fama mondiale: Jamie Bell, noto soprattutto per il ruolo del giovane aspirante ballerino Billy Elliot (2000) e Andy Serkis, divenuto celebre con la sua "interpretazione" del personaggio di Gollum/Sméagol nella trilogia cinematografica de Il Signore degli Anelli.

## Riconoscimenti
- 2003 - Espoo Ciné International Film Festival
  - Méliès d'argento

## Film simili
Sono diversi i film che, come Deathwatch, hanno miscelato i generi horror e di guerra:
- La fortezza (1983) di Michael Mann; considerato il capostipite del genere, è ambientato in Romania durante la seconda guerra mondiale.
- The Bunker - I demoni sono dentro di noi (2001) di Rob Green; molto simile a Deathwatch sotto numerosi aspetti, è incentrato su un gruppo di soldati tedeschi nascostisi in un bunker dall'avanzata americana.
- Dog Soldiers (2002) di Neil Marshall; trama su un gruppo di reclute alle prese con feroci licantropi.
- R-Point (2004) di Su-chang Kong; film coreano ambientato durante la Guerra del Vietnam.